# Насеље Стјепана Радића
Насеље Стјепана Радића (хрв. Naselje Stjepana Radića) је насељено место у саставу града Врбовца, Загребачка жупанија, Хрватска.

## Историја
До територијалне реорганизације у Хрватској било је у саставу старе општине Врбовец.

## Становништво
У попису становништва из 2011. године, Насеље Стјепана Радића је имало 246 становника.
| Број становника према пописима | Број становника према пописима | Број становника према пописима | Број становника према пописима | Број становника према пописима | Број становника према пописима | Број становника према пописима | Број становника према пописима | Број становника према пописима | Број становника према пописима | Број становника према пописима | Број становника према пописима | Број становника према пописима | Број становника према пописима | Број становника према пописима | Број становника према пописима |
| ------------------------------ | ------------------------------ | ------------------------------ | ------------------------------ | ------------------------------ | ------------------------------ | ------------------------------ | ------------------------------ | ------------------------------ | ------------------------------ | ------------------------------ | ------------------------------ | ------------------------------ | ------------------------------ | ------------------------------ | ------------------------------ |
| 1857                           | 1869                           | 1880                           | 1890                           | 1900                           | 1910                           | 1921                           | 1931                           | 1948                           | 1953                           | 1961                           | 1971                           | 1981                           | 1991                           | 2001                           | 2011                           |
| 0                              | 0                              | 0                              | 122                            | 95                             | 107                            | 37                             | 42                             | 60                             | 62                             | 55                             | 87                             | 132                            | 148                            | 168                            | 246                            |

Напомена: До 1953. исказивано под именом Шабац, а од 1961. до 1981. под именом Шабац Врбовечки. Од 1857. до 1880. подаци су садржани у селу Врбовец.

### Попис1991.
У попису становништва из 1991. године, Насеље Стјепана Радић је имало 148 становника, следећег националног састава:
| Попис 1991.‍ | Попис 1991.‍ | Попис 1991.‍ | Попис 1991.‍ | Попис 1991.‍ |
| ----------- | ----------- | ----------- | ----------- | ----------- |
|             |             |             |             |             |
| Хрвати      | Хрвати      |             | 140         | 94,59%      |
| Срби        | Срби        |             | 4           | 2,70%       |
| непознато   | непознато   |             | 4           | 2,70%       |
| укупно: 148 |             |             |             |             |

### Попис1910.
| Насеље Стјепана Радића                                                                                        | Насеље Стјепана Радића |
| --- | --- |
| језик | вера |
| укупно: 107 Хрватски 80 (74,76%) Мађарски 15 (14,01%) Словеначки 5 (4,67%) Немачки 2 (1,86%) остали 5 (4,67%) | <div style="border:solid transparent;position:absolute;width:100px;line-height:0;<div style="border:solid transparent;position:absolute;width:100px;line-height:0;<div style="border:solid transparent;position:absolute;width:100px;line-height:0; укупно: 107 Римокатолици 102 (95,32%) Лутерани 5 (4,67%) - (-%) |